# Hans Christian Olsen
Hans Christian Olsen (H.C. Olsen) (11. oktober 1845 på gården Stenshoug i Østre Aker – 12. februar 1909 i Kristiania) var en produktiv norsk xylograf, der især udførte portrætter.

## Læreår
Faderen ønskede, at Hans Christian skulle blive smed som ham selv, men moderen støttede sønnens idé om at uddanne sig til xylograf. Kun 16 år gammel kom han i lære hos xylograf Andreas Ludvig Søborg (1830-1906) på Grorud. Senere blev han elev af tyskeren Heinrich Sigismund Uhlrich (1846–1937), som redaktøren Bjørnstjerne Bjørnson (1832-1910) havde inviteret til Norge for at skære tegninger til Norsk Folkeblad. H. C. Olsen blev også selv leverandør af xylografier til Bjørnsons ugeblad.
I 1868 blev Olsen elev ved Den kongelige Tegneskole i Christiania under billedhugger Julius Middelthun og var elev der til 1870. I 1871 rejste han til København for at stå i lære hos Johan Frederik Rosenstand (1820-1887).

## Karriere
Sammen med Anthon Olsen grundlagde han xylografiværkstedet Brødrene Olsen. De leverede en masse træsnit til Ny illustreret Tidende, Skilling-Magazin, Menneskevennen og til en lang række andre norske ugeblade og bøger. Han var desuden en få norske xylografer, som fik til opgave at udføre illustrationer til Peter Christen Asbjørnsens og Jørgen Moes Norske Folke- og Huldre-Eventyr i Udvalg (1879). Et andet pragtværk, som han skar billeder til, var Fredrik Christian Schübelers Viridarium Norvegicum. Norges Vextrige I-III, (1886-1889). Han udførte også i 1880'erne en række portrætter af kendte norske personer til Verdens Gang.
I 1888 rejste Olsen til London på opfordring fra journalisten Brekstad og fik ansættelse ved kendte engelske udgivelser som British Workmen, Black & White og The Grafic. På håndværkernes rejsestipendium kom Olsen dernæst til verdensudstillingen i Paris i 1889 og tilegnede sig flere reproduktionsteknikker såsom galvanoplastik og arbejdede samtidig for bladet L'Illustration.
Han fortsatte karrieren i London, men på grund af forringede udsigter til arbejde vendte han hjem til Norge i 1892 og blev landmand i Hobøl. Dernæst etablerede han en moderne reproduktionsanstalt i Christiania. Da Sigurd Ibsen lancerede bladet Ringeren var Olsen blandt de kunstnere, som fik i opdrag at skære illustrationer til dette. Erik Werenskiold og tekstredaktør Nordahl Rolfsen hentede Hans Christian Olsen ind for at være ansvarlig for reproduktion af billederne til den storslåede jubilæumsbog Norge i det nittende aarhundrede (1900).
Omkring 1900 var de nye reproduktionsteknikker kemigrafi og zinkætsing imidlertid i færd med at udkonkurrere xylografiet fuldstændig. Blandt Olsens sidste arbejder er forsiderne til ugeblade, der udkom i stort folioformat. H.C. Olsen flyttede til København, hvor han blev mester for forsideportrætterne til både de danske, svenske og norske udgaver af Allers Familie-Journal. Der var også især i det første årti at 1900-tallet, at Olsen portrætterede en række danske berømtheder. Han døde i 1909.
Olsen var også en habil komponist, musiker, amatørfotograf og skytte, som vandt en række præmier.

## Portrætter
Oversigten er baseret på de portrætteredes biografier i Dansk Biografisk Leksikon. Billeder fra Verdens Gang er angivet med "VG".
| - Joachim Andersen (1908, efter foto) - Sofus Arctander (i VG 1884) - Fredrik Bajer (1907) - Andreas Behrens (i VG 1884) - Vilhelm Bergsøe (1905) - Michael Birkeland (i VG 1885) - Jenny Blicher-Clausen (1903, efter foto) - Anna Bloch (1907, efter foto) - Carl Bock (i VG 1882) - August Bournonville (1905) - Georg Brandes (1899) - Harald Brix (1877) - Hans Broge (1903) - Johan Nordal Brun - Frederik Wilhelm Bugge (i VG 1885) - H.P. Børresen (1881) - Godfred Christensen (1906) - J.C. Christensen (1899) - Peter Collett (1883) - Vilhelm Dahlerup (1906) - Enrico Dalgas (1899) - Peter Dass (1907) - Carl Fredrik Diriks (1882) - Ludvig Daae (i VG 1884) - Josephine Eckardt (1877) - Hans Egede (1886) - Laurits Esmark (i VG 1884) - Emma Gad (1906, efter foto) - Niels W. Gade (1880) - Arne Garborg (i VG 1885) - Paul Geleff (1877) - Edmund Hansen Grut (1904, efter foto) - Sigvard Gundersen (i VG 1885) - Björn Gunnlaugsson (efter tegning af Sigurður málari) - G.A. Hagemann (1908) - Emil Christian Hansen (1902, efter foto) - J.P.E. Hartmann (1883) - Baard Madsen Haugland (i VG 1884) | - Christian Møinichen Havig (i VG 1885) - Peter Heise (1880) - Frants Henningsen (1908) - J.D. Herholdt (1902) - Hans Heyerdahl (i VG 1884) - Harald Hirschsprung (1903, efter foto) - Ludvig Holberg (1884, efter Johan Roselius' maleri) - Edvard Holm (1903) - Emil Horneman (1882) - Frantz Howitz (1902) - Harald Høffding (1899 og 1903, efter foto) - Jacob Thurmann Ihlen (i VG 1885) - B.S. Ingemann - Adolph Jacobi (1905) - Jens Jensen (1907, efter foto) - August Jerndorff (1906, efter foto) - Johannes Jørgensen (1897) - Ole Kallem (i VG 1885) - Alexander Kielland (i VG 1885) - Birger Kildal (i VG 1884) - Knut Kirkhorn (i VG 1885) - Wollert Konow (i VG 1884) - Carl Lumholtz (i VG 1885) - Georg Vilhelm Lyng (i VG 1884) - Karl Mantzius (1907) - Axel Meyer (1904) - D.G. Monrad (1887, efter Wegers xylografi) - Marcus Jacob Monrad (i VG 1882) - Franz Neruda (1908, efter foto) - Peter Nielsen (1884) - Erika Nissen (i VG 1884) - Oscar Nissen (i VG 1884) - Sophus Neumann (1907, efter foto) - Fabian Gustaf Norström (i VG 1884) - Lars Oftedal (i VG 1884) - Valdemar Oldenburg (1904) - Skolelærer i Farsund J.M. Osmundsen (i VG 1884) | - Louise Phister (1906, efter foto) - Louis Pio (1877) - Valdemar Poulsen (1907) - Einar Rosenqvist (i VG 1885) - Frederik Rung (1908, efter foto) - Henrik Rung (1881) - Sander Røo (i VG 1885) - Thomas Skat Rørdam (1904, efter foto) - Carl Julius Salomonsen (1903) - William Scharling (1905, efter foto) - Jens Schou (efter foto) - Stephan Sinding (1885) - Mathias Skeibrok (i VG 1883) - Hans Christian Sneedorff (1884) - Emil Stang (i VG 1885) - Frederik Stang (i VG 1884) - Jacob Stang (i VG 1885) - Caroline Sverdrup (i VG 1883) - Jakob Sverdrup (i VG 1884) - Aimar Sørenssen (i VG 1884) - Jørgen Johan Tandberg (i VG 1884) - Frits Thaulow (i VG 1883) - T.N. Thiele (1907) - Carl Thomsen (1909) - C.F. Tietgen (1898) - Laurits Tuxen (1908, efter foto) - Erik Vullum (i VG 1885) - Carl Warmuth (i Ny illustreret Tidende 1887) - Heinrich Wenck (1909, efter foto) - Wilhelm Wiehe - Otto Zinck (1905, efter foto) - Vilhelm Østergaard (1905, efter foto) - Mauritz Aarflot (i VG 1882) |

- Holmestrand, Norge (i VG, 4. oktober 1884)